# Vườn quốc gia Đông Bắc Greenland
Vườn quốc gia Đông Bắc Greenland (tiếng Greenland: Kalaallit Nunaanni nuna eqqissisimatitaq) là vườn quốc gia lớn nhất thế giới, với diện tích 972.000 km2 (375.000 dặm vuông Anh), công viên này thậm chí còn lớn hơn 163 quốc gia khác. Đây là vườn quốc gia duy nhất tại Greenland, và cũng là vườn quốc gia nằm tại vị trí xa nhất về phía bắc trên thế giới. Điểm phía bắc của vườn có vĩ độ cao hơn một chút so với điểm phía bắc vườn quốc gia Quttinirpaaq của Canada.Nó bao gồm toàn bộ vùng bờ biển cũng như phần đất trong nội địa phía đông bắc Greenland.

## Địa lý
Vườn quốc gia có ranh giới chủ yếu theo đường thẳng với các khu tự quản Sermersooq ở phía nam và với khu tự quản Qaasuitsup ở phía tây (dọc theo kinh tuyến 45° Tây). Phần đất nội địa rộng lớn của công viên là một phần của phiến băng Greenland, song cũng có những khu vực không bị đóng băng nằmdọc theo bờ biển và Đất Peary ở phía bắc.

## Lịch sử

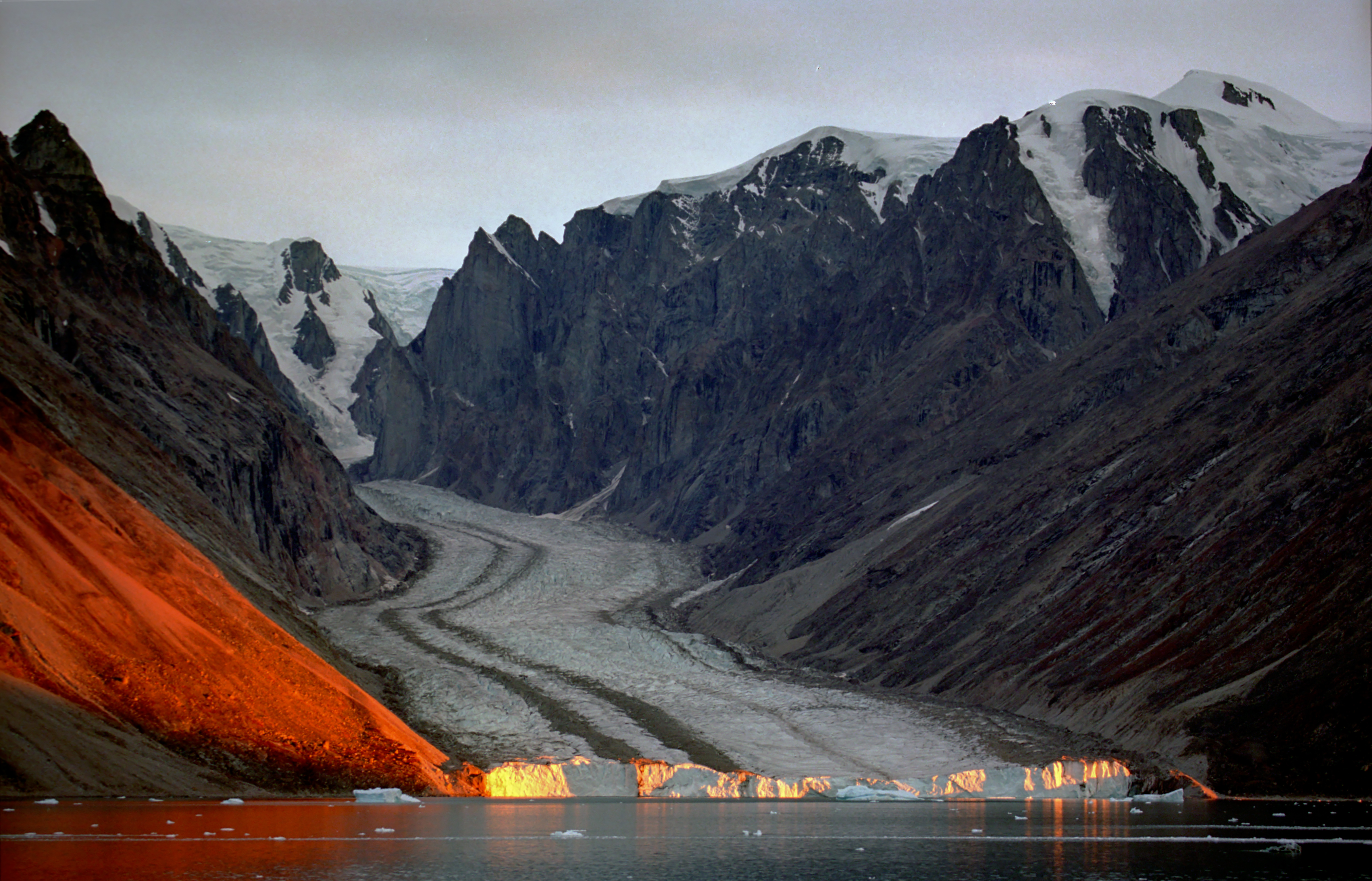
Vịnh Franz Josef

Được thành lập vào ngày 22 tháng 5 năm 1974 từ các phần phía bắc và thực tế không có người ở của khu tự quản Ittoqqortoormiit trước đây tại Tunu (Đông Greenland), năm 1988 công viên được mở rộng thêm với việc nhập thêm phần đông bắc của Avannaa (Bắc Greenland) và có kích thước tương tự với hiện nay là 272.000 km2 (105.019,8 dặm vuông Anh). Vào tháng 1 năm 1977 công viên trở thành một khu dự trữ sinh quyển thế giới. Công viên được Cơ quan Môi trường và Thiên nhiên Greenland giám sát. Các trạm nghiên cứu trong quá khứ tại mảng băng Eismitte và North Ice hiện nay đều nằm trong ranh giới của công viên.

## Dân cư

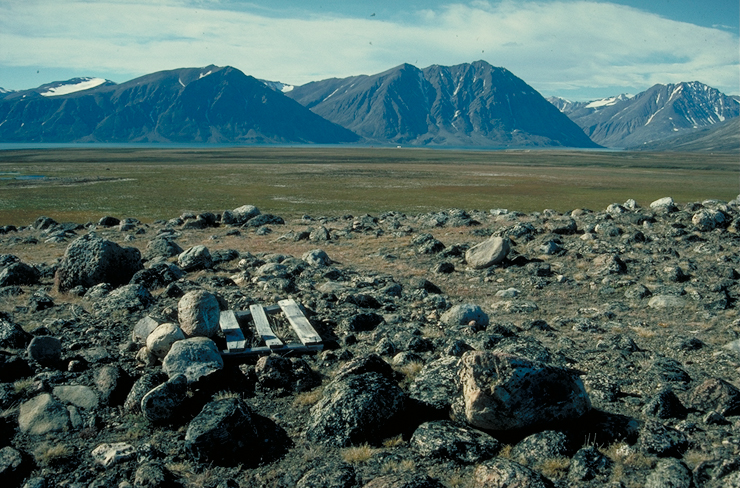
trạm Zackenberg

Vườn quốc gia này hiện nay không có dân cư cố định. Năm 1986, số người thường xuyên cư trú tại đây là 40 người và sinh sống tại Mestersvig, mặc dù 400 địa điểm khác cũng có thể có người sử dụng vào mùa hè. Những người này liên quan đến một hoạt động dọn dẹp và đóng cửa tại các mỏ than và đã sớm dời đi. Từ đó đến nay nó trở thành nơi không có bất kì dân cư thường xuyên nào. Gần đây có 31 người và khoảng 110 con chó hiện diện vào mùa đông tại Đông Bắc Greenland, được phân bố trong các trạm (tất cả đều nằm tại ven biển, trừ Trạm Summit):
- Daneborg (12) trụ sở tại Sirius Patrol, cơ quan kiểm soát công viên
- Danmarkshavn (8) trạm thời tiết dân sự
- Station Nord (5) căn cứ quân sự
- Mestersvig (2) tiền đồn quân sự với đường băng lát sỏi dài 1.800 m
- Zackenberg (0) trạm nghiên cứu chỉ hoạt động trong mùa hè
- Summit Camp (4) trạm nghiên cứu Phiến băng Greenland

Trong mùa hè các nhà khoa học cũng đến khu vực này và gia nhập vào con số những cư dân không cố định. Trạm nghiên cứu ZERO (Zackenberg Ecological Research Operations) 74°28′11″B 20°34′15″T / 74,469725°B 20,570847°T có thể cung cấp thực phẩm cho trên 20 nhà khoa học và nhân viên của trạm.

## Động vật

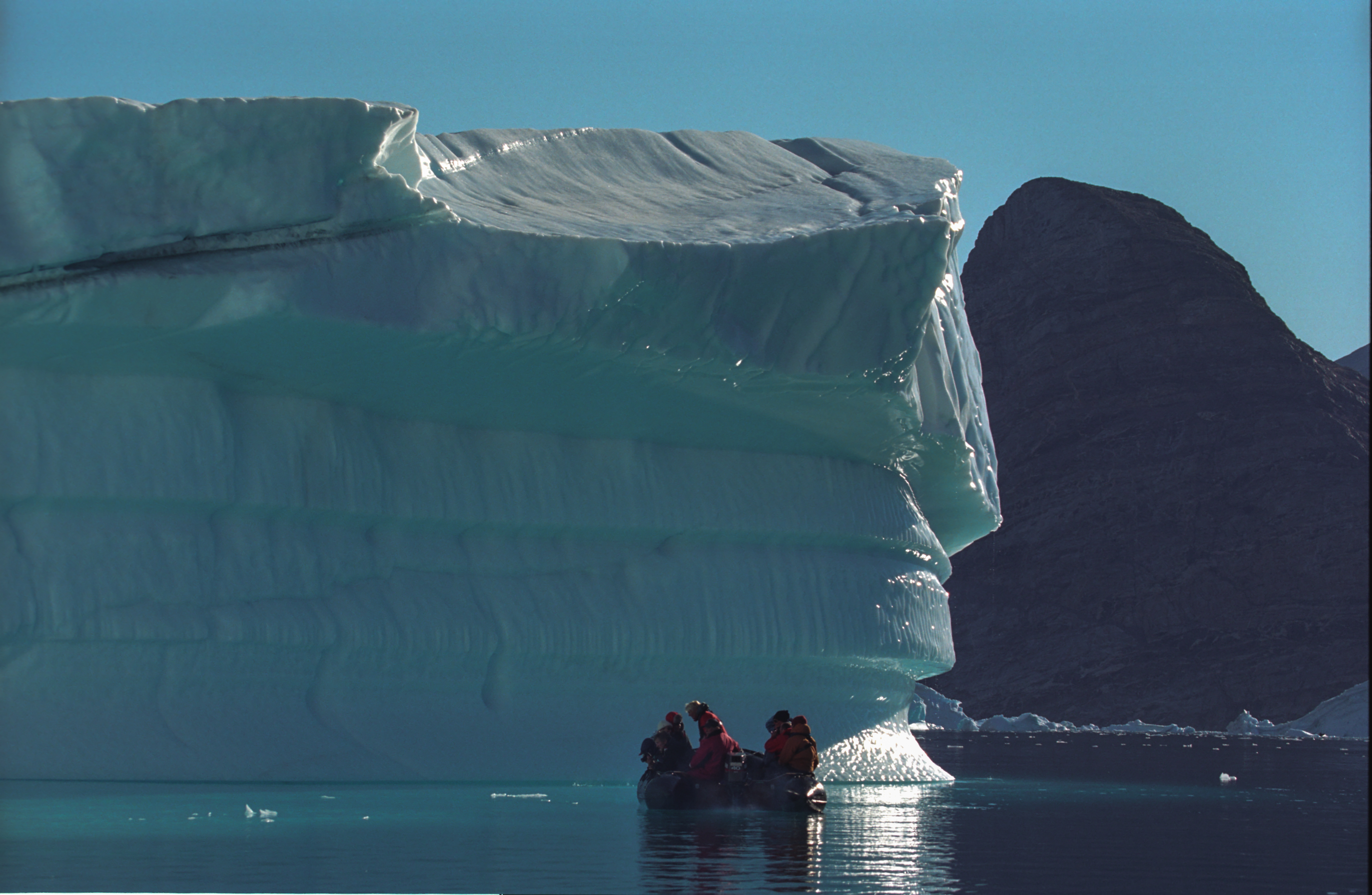
Rypefjord

Một ước tính cho rằng có 5.000 đến 15.000 bò xạ hương (Ovibos moschatus) cũng như một số lượng cá thể các loài gấu trắng Bắc Cực và hải mã gần các vùng bờ biển của vườn quốc gia. Nó được công bố là nơi chiếm tới 40% tổng số lượng của loài bò xạ hương. Các động vật có vú khác bao gồm cáo Bắc Cực, chồn ecmin, lemmut và thỏ Bắc Cực. Các động vật có vú trong môi trường biển bao gồm hải cẩu đeo nhẫn (Pusa hispida), hải cẩu có râu (Erignathus barbatus), hải cẩu thụ cầm (Pagophilus) và hải cẩu có mũ (Cystophora cristata) cũng như kỳ lân biển và cá voi trắng.
Nhiều loài chim sinh sản trong công viên như chim lặn mỏ đen (Gavia immer), ngỗng đeo kính (Branta leucopsis), ngỗng chân hồng (Anser brachyrhynchus), vịt nhung thường (Somateria mollissima), vịt vua (Somateria spectabilis), cắt kên kên (Falco rusticolus), cú tuyết (Bubo scandiacus), sanderling (Calidris alba/Crocethia alba/Erolia alba), gà gô trắng xám đá (Lagopus muta) và quạ.